# Ljósufjöll

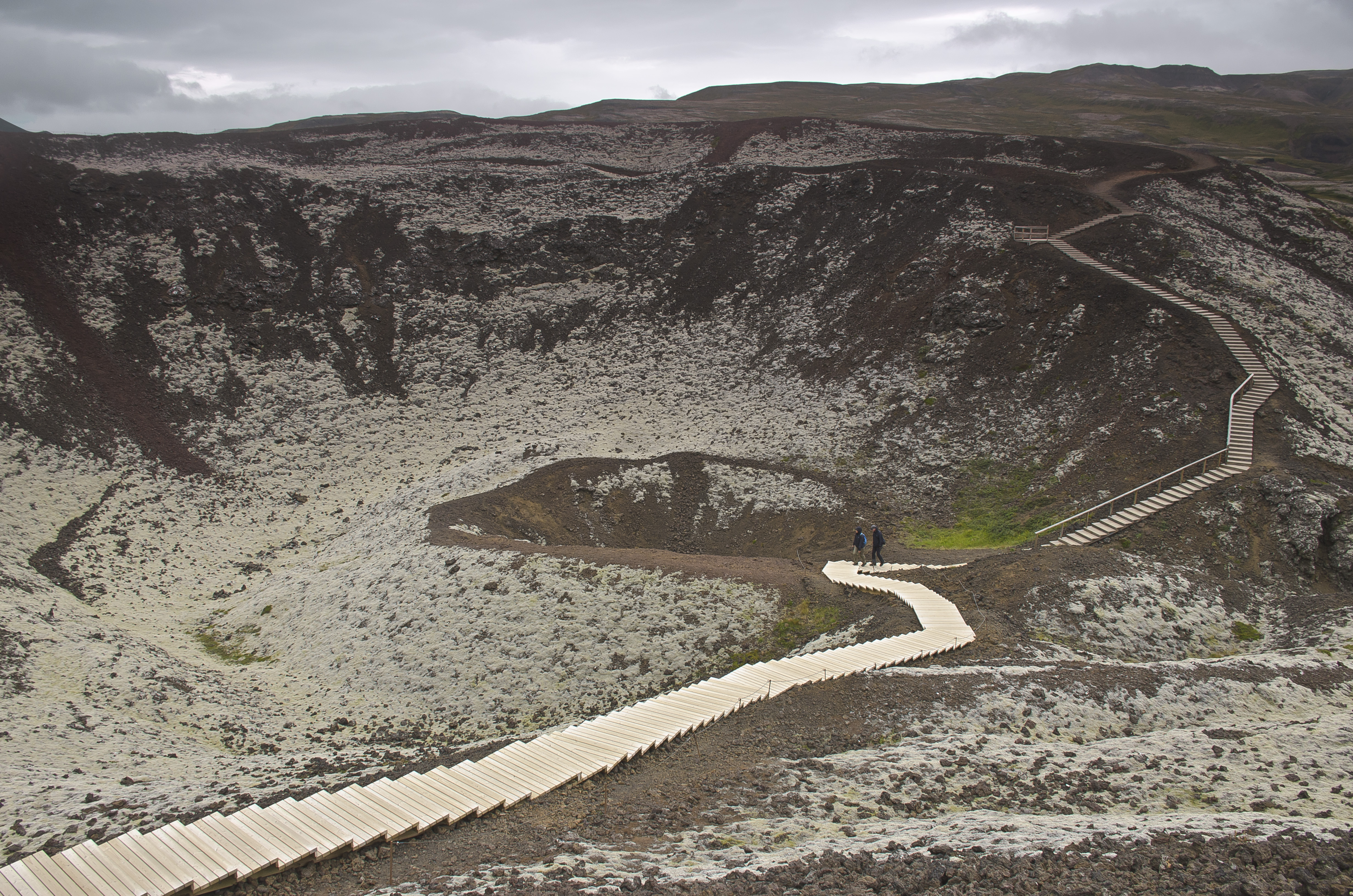
Cráter del Grábrók

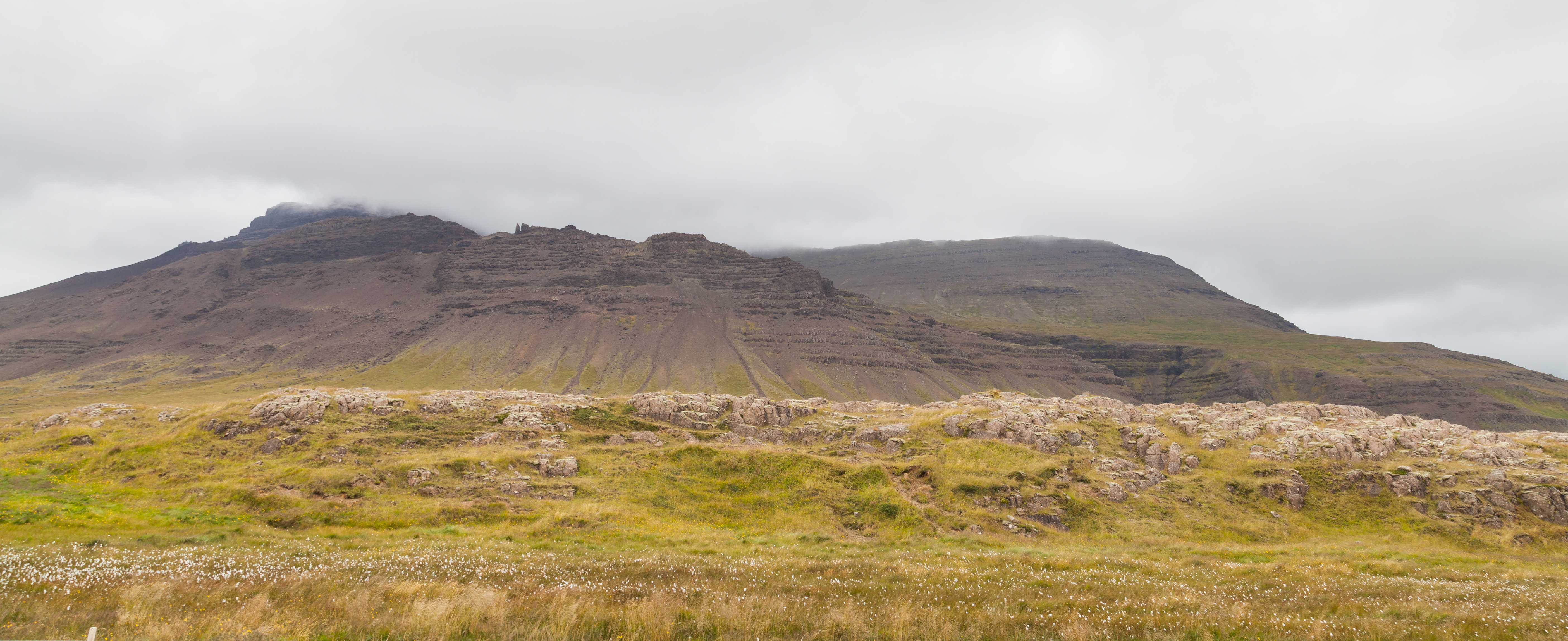
Montaña en Hnappadalur, Vesturland, Islandia,

El Ljósufjöll (es decir 'Montañas de la luz') es un sistema de fisuras volcánicas con un volcán central en la península de Snæfellsnes en Islandia.

## Geografía
Mide 90 km, desde los campos de lava de Berserkjahraun al norte hasta la localidad de Bifröst y los cráteres Grábrók cerca de la Hringvegur, la autopista circular de Islandia, al norte de Borgarnes. 
Tiene un cono de escorias y es el único sistema de la península con una erupción registrada en 1148, que dejó 80 personas muertas. Una de ellas fue el obispo de Skálholt, Magnús Einarsson.
Es el mayor yacimiento riolita del Período Cuaternario en la zona volcánica de Snæfellsnes y por lo tanto el volcán es silícico, lo que explica su coloración clara.